# Голландский гамбит
Голла́ндский гамби́т — шахматный дебют, разновидность отказанного ферзевого гамбита. Начинается ходами: 
 1. d2-d4 d7-d5 
 2. c2-c4 e7-e6 
 3. Kb1-c3 Kg8-f6 
 4. Cc1-g5 c7-c5 
 5. c4:d5 c5:d4.

## История
Острое продолжение, разработанное Л. Принсом и другими голландскими мастерами. Гамбит ведёт к острой игре со взаимными шансами. Встречался в партиях П. П. Кереса и Д. И. Бронштейна.

## Основные варианты
- 6. Фd1-a4+?! Фd8-d7! 7. Фa4:d4 Kb8-c6 8. Фd4-d2 Kf6:d5
- 6. Фd1:d4 Cf8-e7 7. e2-e4 Kb8-c6
  - 8. Сf1-b5 0-0 9. Сb5:с6 b7:с6 10. Сg5:f6 Сe7:f6 11. е4-e5 с6-c5! — у чёрных хорошая контригра.
  - 8. Фd4-e3
    - 8. … Кc6-b4!? 9. Сf1-b5+ Сc8-d7 10. Сb5:d7+ Фd8:d7 11. Фd4-d2 е6:d5 12. Сg5:f6 Сe7:f6 13. е4:d5 Сf6:с3 14. Фd2:с3 Кb4:d5 — с лучшей игрой у чёрных
    - 8. … Кf6:d5 9. e4:d5 Сe7:g5 10. f2-f4 Кc6-b4 11. 0-0-0 Сg5-e7 12. Фe3-d4

  - 8. Фd4-d2 Кf6:е4 9. Кc3:е4 е6:d5 10. Сg5:е7 Фd8:е7 11. Фd2:d5 0-0 12. f2-f3 Кc6-b4 13. Фc4! — с перевесом у белых (анализ В. Л. Корчного).[1]